# Lijst van staten in het Heilige Roomse Rijk (G)
Dit is een lijst van staten in het Heilige Roomse Rijk die beginnen met de letter G.
| Naam                                          | Type | Kreits   | Bank | Ontstaan                                                    | Notities |
| --------------------------------------------- | --- | -------- | ---- | ----------------------------------------------------------- | --- |
| Gandersheim                                   | Abdij |          |      |                                                             | 856: Abdij van Gandersheim wordt gesticht door graaf Liudolf van Saksen 1793: Raad van Vorsten 1803: Bij Brunswijk |
| Gelnhausen                                    | Keizerlijke vrijstad                                                                                         |          |      | 1170                                                        | 1803: Aangesloten bij Hessen-Kassel |
| Gelre                                         | c1088: Landgraafschap 1096: Graafschap 1317: HRR prins 1339: Hertogdom, claimde de status van aartshertogdom | Burg     | PR   | 1082/1096                                                   | 1179: Erft het graafschap Zutphen door huwelijk 1247: Verwerft de verpandde keizerlijke stad Nijmegen 1393: Erft het hertogdom Gulik 1473: Naar de hertogen van Bourgondië 1512: Bourgondische Kreits 1543: Naar het hertogdom Bourgondië Na 1581: verdeeld tussen de Verenigde Provinciën en de Zuidelijke Nederlanden 1672: Franse bezetting 1713: Zuid-Gelderland valt in Pruisische handen 1795: Geannexeerd door Frankrijk Naar het Koninkrijk Holland 1810: Naar Frankrijk 1815: Naar het Koninkrijk de Nederlanden |
| Gemen                                         | Heerlijkheid                                                                                                 | Low Rhen |      | 962: Eerste vermelding van Gemen                            | 1282: Gemen is een leen van de graven van Kleef 1492: Heren van Gemen sterven uit; doorgegeven aan de graven van Schaumburg en Holstein-Pinneberg door de erfgename Cordula van Gemen Samengevoegd met Schaumburg om samen het graafschap Schaumburg en Gemen te vormen 1640: doorgegeven aan de graven van het Huis Limburg Stirum 1644: In een verdeling wordt Gemen doorgegeven aan de Limburg Stirum-Gemen lijn. 1782: Als de Gemen lijn uitsterft wordt Gemen doorgegeven aan Limburg-Styrum-Iller-Aicheheim 1800: Doorgegeven aan de baronnen van Bomelberg 1806: Gemediatiseerd bij de vorsten van Salm-Kyrburg 1810: Bij Frankrijk 1814: Bij Pruisen |
| Gemert                                        | HRR heerlijkheid                                                                                             |          |      |                                                             | 12de eeuw: Vrije keizerlijke heerlijkheid werd gesticht 1366: Naar de Duitse Orde 1647-1662: Nederlandse bezetting 1794: Franse bezetting 1795: Naar de Bataafse Republiek. |
| Genève                                        | County |          |      | 1034                                                        | 1401-1405: Graaf Amadeus VIII van Genève kocht alle rechten van Genève van de prelaten en het prinsbisdom Genève. |
| Genève                                        | Bisdom 1154: Prinsbisdom                                                                                     | Upp Rhen |      |                                                             | |
| Genève                                        | 1533: Vrije Keizerlijke stad                                                                                 |          |      |                                                             | 1156: Bestuurd door de bisschop van Genève 1798-1813: Franse bezetting |
| Gengenbach                                    | Abdij | Swab     |      |                                                             | 1793: Raad van Vorsten |
| Gengenbach                                    | Keizerlijke stad                                                                                             | Swab     | SW   | c1250                                                       | 1803: Gemediatiseerd bij Baden |
| Gernrode                                      | Abdij |          |      | c959/961 bij het markgraafschap Gero                        | 961: Onder keizerlijke bescherming 1512: Opper-Saksische Kreits 1610: Geseculariseerd bij Anhalt 1793: Raad van Vorsten |
| Gerlachsheim                                  | Heerlijkheid 1804: HRR vorstendom Krautheim en Gerlachsheim                                                  |          |      |                                                             | 1221: Eerste vermelding van Gerlachsheim Bij de heerlijkheid Zimmern-Luden Geërfd door Elizabeth van Wertheim 1319: Door Elizabeth aan de abdij Gerlachsheim gegeven 1803: Bij Salm-Reifferscheid-Krautheim 1806: Gemediatiseerd bij Baden |
| Gerolstein en Bettingen                       | Graafschap                                                                                                   |          |      | 1533: Verdeeld uit het graafschap Blankenheim en Gerolstein | 1697: Aangesloten bij Blankenheim |
| Geyer-Giebelstatt                             | 1685: HRR graafschap                                                                                         |          |      |                                                             | |
| Giech HRR graaf & heer van Giech              | Heerlijkheid 1680: HRR baronie 1695: HRR graafschap                                                          | FR       | FR   | 1333                                                        | 1720-1723: Heren van Wittem 1726: Keizerlijk domein 1791: Onder het bestuur van Pruisen |
| Giengen                                       | Keizerlijke stad                                                                                             | Swab     | SW   | c1250                                                       | 1803: Gemediatiseerd bij Württemberg |
| Gimborn                                       | 1631: Keizerlijke heerlijkheid 1682: Graafschap                                                              |          |      |                                                             | Sinds de 13de eeuw behoorde Gimborn toe aan de heren van Sankt Gereon in Keulen, Berg, Mark, Kruwell, Burtscheid, Nesselrode en Harff 1273: Verpand door graaf Adolf van Berg aan graaf Engelbert van Mark 15de eeuw: Gimborn wordt vermeld als Sankt Gereon in Keulen 1610: Gimborn verheven tot het "Unterherrschaft" van Brandenburg 1782/1783: verkocht aan de graven van Wallmoden 1806: Bij het groothertogdom Berg 1815: Bij Pruisen |
| Gimborn-Neustadt                              | Heerlijkheid 1631: HRR graafschap                                                                            |          |      |                                                             | |
| Glarus                                        | Keizerlijk Kanton                                                                                            |          |      | 1415                                                        | 1648: Verliet het keizerrijk als lid van de Zwitserse Confederatie |
| Gleichen                                      | 1162: Graafschap                                                                                             |          |      | 1228: Verdeeld uit Tonna                                    | 1124 en 1137: Doorgegeven aan het vorstaartsbisdom Mainz Naar de graven van Tonna (sterven uit in 1631) 1345: verdeeld 1631: Gebied verdeeld tussen Hohenlohe, Mainz, Schwarzburg en Trautenburg 1639: Bij Hatzfeld 1803: Bij Pruisen |
| Gleichenstein                                 | Graafschap                                                                                                   |          |      | 1227: Verdeeld uit Tonna                                    | 1294: Aangesloten bij Mainz |
| Gmünd                                         | |          |      |                                                             | |
| Godesberg                                     | Graafschap                                                                                                   |          |      | 1276: verdeeld uit Neuenahr                                 | 1465: verdeeld in Alpheim en Bedburg |
| Goldineshundare                               | Graafschap                                                                                                   |          |      | 950: Verdeeld uit Chiavenna                                 | 1067: Uitgestorven |
| Goltstein                                     | 1694: HRR graaf                                                                                              |          |      |                                                             | 1771: Heren van Slenaken |
| Gondorf                                       | Heerlijkheid                                                                                                 |          |      | 1611: Verdeeld uit Saffig                                   | 1692: Aangesloten bij Nickenich |
| Görz                                          | Graafschap 1365: HRR vorstelijk graafschapy 1754: vorst-graaf van Gorizia en Gradisca                        | n/a      |      |                                                             | 1031: Naar de graven van Eppenstein 1090: Naar de graven van Lurn Verwerft Tirol door huwelijk 1258: Verdeeld in Gorz en Tyrol (sterft uit in 1335) 1500: Geërfd door Oostenrijk 1747: Terug verenigd in Gorizia and Gradisca 1809: Franse bezetting |
| Goslar                                        | Keizerlijke stad                                                                                             | Low Sax  | RH   |                                                             | 1803: Gemediatiseerd |
| Gräfenthal (Grafenthal)                       | Heerlijkheid                                                                                                 |          |      | 1439: Verdeeld uit Pappenheim                               | 1536: Opnieuw aangesloten bij Pappenheim |
| Gradisca                                      | 1647: Graafschap 1754: vorstelijk graaf van Gorizia en Gradisca                                              | Aust     | n/a  | 1511: aangesloten bij het aartshertogdom Oostenrijk         | 1647: Naar Eggenberg 1717: Naar Oostenrijk 1747: Hersteld in de vorm Gorizia and Gradisca |
| Grandvillars                                  | Heerlijkheid                                                                                                 |          |      |                                                             | |
| Granges                                       | Heerlijkheid                                                                                                 |          |      |                                                             | |
| Grafenegg                                     | |          |      |                                                             | Verwerft Eglingen |
| Grävenitz (Gravenitz) HRG Graaf van Grävenitz | 1707: HRR graaf                                                                                              |          |      |                                                             | 1718-1731: Heren van Welzheim 1726: Keizerlijk domein |
| Grävenstein (Gravenstein or Gråsten)          | Heerlijkheid                                                                                                 |          |      |                                                             | |
| Greifensee                                    | Heerlijkheid                                                                                                 |          |      |                                                             | |
| Greyerz                                       | Graafschap                                                                                                   |          |      |                                                             | |
| Groningen                                     | Heerlijkheid                                                                                                 |          |      |                                                             | 1512: Bourgondische Kreits 1579: Bij de Verenigde Provinciën |
| Grubenhagen                                   | Vorstendom                                                                                                   |          |      |                                                             | |
| Grubenslagen                                  | Vorstendom                                                                                                   |          |      |                                                             | |
| Guastalla                                     | 1406: Graafschap                                                                                             |          |      |                                                             | 1746: Bezet door het keizerrijk Oostenrijk 1748: Aangesloten bij het hertogdom Parma en Piacenza. |
| Gulik (Julich)                                | 1000's: Graafschap 1336: Markgraafschap 1356: Hertogdom                                                      | Low Rhen | PR   | 1143: Van Jülichgau                                         | 1423: Samengevoegd met Berg 1521: Samengevoegd met Berg, Kleef en Mark 1582: HRR Raad van Vorsten 1609: Successieoorlog 1614: Doorgegeven aan Palts-Neuburg 1742: Naar de hertogen van Palatinate-Sulzbach 1794: Franse bezetting 1815: Naar Pruisen |
| Gulik-Kleef-Berg                              | Hertogdom | Low Rhen | PR   | 1511: Verenigd uit Kleef-Mark en Gulik-Berd                 | 1609: Verdeeld tussen Brandenburg, Saksen en het Paltsgraafschap aan de Rijn |
| Gundelfingen                                  | Heerlijkheid                                                                                                 | Swab     |      |                                                             | 1008: Eerste vermelding van Gundelfingen 1647-1768: Naar Furstenberg |
| Gurk                                          | 1072: Bisdom Prinsbisdom                                                                                     | Aust     |      | 1072                                                        | 1803: Aangesloten bij Karinthië bij Oostenrijk |
| Gutenstein                                    | Heerlijkheid                                                                                                 |          |      |                                                             | 1613: Verpand aan de markgraven van Burgau 1735: Verworven door de graven van Castell |
| Gutenzell                                     | Abdij | Swab     |      |                                                             | 1793: Raad van Vorsten |

A · B · C · D · E · F · G · H · I · J · K · L · M · N · O · P · Q · R · S · T · U · V · W · Z

vrije keizerlijke steden · keizerlijke abdijen